# Pomnik Jerzego Popiełuszki w Tarnobrzegu
Pomnik Jerzego Popiełuszki w Tarnobrzegu – pomnik powstały w 1999 r. upamiętniający postać błogosławionego księdza Jerzego Popiełuszki. Pomnik odsłonięto w 15 rocznicę śmierci kapelana warszawskiej „Solidarności”. Na małym obelisku widnieje napis: „Księdzu Jerzemu, męczennikowi sprawy narodowej, Rodacy, 19 X 1999 r., Zło dobrem zwyciężaj”.
Pomnik znajduje się kilkadziesiąt metrów od kościoła Matki Bożej Nieustającej Pomocy, przy ulicy Konstytucji 3 Maja.